# Ordre des Chevaliers de la Mère de Dieu

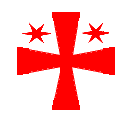
Emblème des Frati Gaudenti.

L'Ordre des Chevaliers de la Mère de Dieu, de son nom latin Ordo Militiae Mariae Gloriosae est un ordre de chevalerie italien du XIIIe au XVIe siècle.
Il est également connu sous ses noms italiens : Frati della Beata Gloriosa Vergine Maria - Milizia di Maria Vergine Gloriosa, et sous ses noms français : Ordre militaire de Sainte Marie – Ordre de Sainte Marie de la Tour – Ordre des Frères de la Jubilation.
Mais son nom le plus connu est celui de Frati Gaudenti.
L’ordre est officiellement fondé en 1261 lors de son approbation par le pape Urbain IV dans la bulle Sol ille verus.

## Vocation et règles

### Vocation
La vocation de l’ordre, à sa création, était de promouvoir la paix entre les deux factions en guerre dans l’Italie du XIIIe siècle, Guelfes et Gibelins, et de soutenir les intérêts de la religion catholique.

« ...les membres de l’ordre sont autorisés à porter les armes pour la défense de la foi catholique et la liberté de l’Église lorsque cela leur est spécifiquement demandé par l’Église romaine. Pour arrêter les désordres civils ils ne peuvent porter que des armes défensives pour autant qu’ils aient l’autorisation du diocèse... »

L’ordre diffère des précédents ordres de chevalerie en ce qu’il n’est pas destiné à défendre la chrétienté contre un ennemi de l’extérieur (Maures, Musulmans…) mais contre des ennemis de l’intérieur (hérétiques, ennemis des États pontificaux…).
De même il diffère des autres confraternités militaires en ce que ses membres font un vœu religieux et qu’il n’est ouvert qu’à des membres de la noblesse.

### Règles
La règle de l’ordre est celle de saint Augustin mais l’ordre comprend à la fois des frères qui ont fait vœu de chasteté, de pauvreté et d’obéissance et des frères mariés qui n’ont fait vœu que d’obéissance à leur supérieur et d’observation de la règle "pour autant que la vie maritale le permette". Les frères mariés devaient toutefois respecter certains jeûnes et certaines prières et étaient encouragés à l’abstinence sexuelle.
De plus il leur est interdit non seulement de participer aux fêtes et banquets mais surtout de remplir aucune charge administrative, ceci pour conserver leur indépendance dans les conflits urbains et entre villes.
Leur costume se composait d’une robe blanche ornée d’une croix pattée rouge cantonnée aux deux premiers cantons de deux étoiles de même et un manteau gris.
Le blason de l’ordre est une croix émaillée de bleu à quatre branches et huit pointes pommelées d’or avec au centre un médaillon en or de forme ovale et entouré de rayons d’or figurant le Vierge Marie tenant l’enfant Jésus dans ses bras.

## Histoire
En 1233, un dominicain, Bartolomeo de Bragance, a fondé à Parme un ordre de chevalerie appelé Milice de Jésus-Christ, (Milizia di Gesù Cristo en italien), consacrée à la défense de la foi et proche de la papauté. Son fondateur espère ainsi attirer les dirigeants des cités du nord de l’Italie et les faire renoncer aux querelles entre Guelfes et Gibelins. À ses débuts l’ordre a un assez grand succès et se propage dans presque toutes les villes du nord de l’Italie mais il périclite rapidement et dans les années 1250 il ne comprend plus que quelques membres.
En 1260 un mouvement de Flagellants se développe en Italie du Nord, mouvement proche du popolo et donc éloigné de la noblesse.
Les groupes de Flagellants finissent par avoir une influence politique notable dans les villes car ils prêchent la paix entre les factions rivales qui se déchirent en permanence. Cette influence déplait aux nobles dont une des fonctions est le maintien de la paix.
Peu après la formation d’une confrérie de  Flagellants à Bologne, la Congrégazione dei Devoti, en 1261, sept membres influents de la noblesse de Bologne, de Parme, de Modène et de Reggio d'Émilie annoncent le renouveau de la Milice de Jésus Christ qui serait maintenant appelée Ordo Militiae Mariae Gloriosae.
Le franciscain Rufino Gurgone ministre provincial de Bologne rédige les statuts de l’ordre et entame les démarches auprès de la papauté pour sa reconnaissance.
Les derniers membres de la Milice de Jésus Christ rejoignent le nouvel ordre lors de sa reconnaissance bientôt suivis par de nombreux nobles de Bologne.
Le siège de l’ordre fut établi au Monastère de Ronzano près de Bologne et le premier grand maitre est l'un des fondateurs Loterengo degli Andalo.
L’ordre réussit rapidement à contrer l’influence de la confrérie de Flagellants de Bologne et en quelques années il obtient même le contrôle de la confrérie en cas de menaces militaires. Bientôt l’Ordre des Chevaliers de la Mère de Dieu devient seul responsable du maintien de la paix à Bologne.
Le succès de Loterengo degli Andalo et d’un des autres fondateurs, Catalano de Catalani, dans le maintien de la paix à Bologne leur apportent une telle réputation qu’ils sont appelés à Florence, à Pistoia et à Prato pour mettre fin aux conflits entre Guelfes et Gibelins dans ces villes.
Bien que l’ordre se soit développé rapidement, il ne semble pas que ses membres aient fait preuve d’une grande ferveur. Beaucoup d’entre eux ne respectent pas les règles, vivant dans le luxe et occupant des fonctions civiles.
De même l’ordre est très riche mais aucun des investissements habituels des ordres ne semble avoir été réalisé : pas de construction de monastère, de pont ou d’hôpital.
Dès 1280 les membres de l'ordre sont surnommés par dérision « Frati Gaudenti » ce qui sera traduit en français par Frères de la Jubilation mais dont le sens est plus proche de frères paillards ou joyeux frères.
L’ordre perdurera jusqu’au XVIe siècle en devenant une sorte d’association de nobles profitant des biens de l’ordre et jouissant de certains privilèges (en particulier de ne pas être appelé à la guerre).
Il est dissout par le pape Sixte V à la mort de son dernier grand maître, Camillio Volta en 1559 alors qu’il ne reste plus que quelques membres et ses biens donnés au collège de Montale, à l'exception toutefois d'une commanderie que quelques chevaliers conservent en prenant le nom d'Ordre de Sainte-Marie de la Tour, ces chevaliers, en nombre restreint, disparaissent eux-mêmes rapidement.

## Littérature
Dante dans l’Enfer de la Divine Comédie cite des membres des Frati Gaudenti.
Au Chant XXIII, dans la sixième vallée du huitième cercle où se trouvent les hypocrites, condamnés à cheminer lentement revêtus d’un manteau de plomb recouvert d’une mince feuille d’or : Loterengo degli Andalo et Catalano de Catalani, que Dante considère comme ayant conspiré avec le pape Clément IV pour faire tomber Florence dans les mains des Guelfes quand ils étaient recteurs de la ville en 1266 :

« Ces chapes dorées que tu nous vois sont d'un plomb si épais, qu'elles font craquer nos membres, comme les poids font crier les ressorts et le joug des balances. Nous avons été frères joyeux, et tous deux Bolonais. On nommait celui-ci Lothaire, et moi Catalan : ta république nous constitua l'un et l'autre ensemble comme un chef unique, pour éteindre ses discordes ; mais ses rues changées en déserts attestent encore ce que nous avons été pour elle. »

Au Chant XXXIII, dans la troisième vallée du neuvième cercle où se trouvent ceux qui ont trahi l’hospitalité : Alberigo dei Manfredi dit Frate Alberigo qui était un membre de l’ordre et qui assassina deux de ses parents lors d’un banquet :

« Il répondit donc : « Je suis Frère Alberigo, et, des fruits du mauvais jardin, ici je reçois datte pour figue. » Oh ? lui dis-je, es-tu donc mort ? Et lui à moi : « Ce qu’il en est de mon corps dans le monde d’en haut, entièrement je l’ignore. Tel est le privilège de cette Ptolomea que souvent l’âme y tombe avant que l’y pousse Atropos. »

La présence dans l’Enfer de ces Frati Gaudenti contribua à la mauvaise image de l’ordre.

## Ésotérisme
Les quelques similitudes que l’on peut trouver entre l’Ordre des Chevaliers de la Mère de Dieu et l’Ordre des Templiers ont fait émettre l’hypothèse que les Frati Gaudenti avaient des connaissances ésotériques et alchimistes.
Un élément qui a fait se développer ces hypothèses est la stèle Ælia Lælia Crispis, élevée dans un prieuré de l’ordre, Santa Maria di Casaralta, non loin de Bologne par le grand maitre de l’ordre, Achille Volta, au milieu du XVIe siècle.
Cette stèle dont le texte est typique de l’hermétisme de l’époque, inspirera plusieurs écrivains dont Carl Gustav Jung et Gérard de Nerval.